# All Good Things
All Good Things (англ. «Все хорошие вещи») — американская группа, играющая в стиле альтернативный рок, созданная в Лос-Анджелесе в 2013 году. Участниками группы являются Дэн Мёрфи (вокал, гитара), Эндрю Бояник (гитара, бас, вокал, Лиз Хупер клавишные, продюсер), Майлз Франко (гитара, бас, вокал) и Тим Спайер (ударные, вокал). Группа присоединилась к Better Noise Records в 2019 году после того, как их песня «For The Glory» и альбом Machines появились на таких телеканалах как NHL, WWE, Sony PlayStation, а также их клипы набрали более 100 миллионов просмотров. Первым релизом на Better Noise Records стал сингл «Kingdom» с предстоящего альбома.

## Участники группы
Текущий состав
- Дэн Мёрфи (англ. Dan Murphy) — вокал, гитара
- Эндрю Бояник (англ. Andrew Bojanic) — гитара, вокал
- Лиз Хупер (англ. Liz Hooper) — бас, вокал, клавишные
- Майлз Франко (англ. Miles Franco) — гитара, бас, вокал
- Тим Спайер (англ. Tim Spier) — ударные, вокал

Бывшие учтастники
- Джоуи Прингл (англ. Joe Pringle) — вокал
- Фил X (англ. Phil X) — вокал, гитара
- Рэнди Кук (англ. Randy Cooke) — ударные

## Дискография

### Альбомы
| Низвание                  | Детали |
| ------------------------- | --- |
| Battle Rock 2             | - Дата выхода: 19 мая 2014 - Лейбл: Extreme Music - Формат: цифровой (стриминговые сервисы/доступен для скачивания)                                                        |
| All Good Songs            | - Дата выхода: 17 ноября 2016 - Лейбл: Superpop.Co - Формат: цифровой (стриминговые сервисы/доступен для скачивания)                                                       |
| Machines                  | - Изначальная дата выхода: 2017, Переиздан: 16 августа 2019 - Лейбл: Superpop.Co \| Better Noise Records - Формат: цифровой (стриминговые сервисы/доступен для скачивания) |
| Live @ The Whisky a Go Go | - Дата выхода: 27 апреля 2018 - Лейбл: Superpop.Co - Формат: цифровой (стриминговые сервисы/доступен для скачивания)                                                       |
| Acoustic, Vol. 1          | - Дата выхода: 12 сентября 2019 - Лейбл: Superpop.Co - Формат: цифровой (стриминговые сервисы/доступен для скачивания)                                                     |
| A Hope In Hell            | - Дата выхода: August 21, 2021 - Лейбл: Better Noise Music - Формат: цифровой (стриминговые сервисы/доступен для скачивания)                                               |

### Синглы
| Название                                                    | Год  | Лучшая позиция в чартах | Альбом         |
| Название                                                    | Год  | US Main.                | Альбом         |
| ----------------------------------------------------------- | ---- | ----------------------- | -------------- |
| «Kingdom»                                                   | 2020 | —                       | A Hope In Hell |
| «For the Glory» (с участием Johnny 3 Tears и Charlie Scene) | 2021 | 1                       | A Hope In Hell |
| «The Comeback» (с участием Craig Mabbitt)                   | 2021 | 17                      | A Hope In Hell |
| «Hold On» (отдельно или с участием Lacey Sturm)             | 2022 | —                       | A Hope In Hell |

### Видеография
| Год  | Клип                                                      | Режиссёр                                                                |
| ---- | --------------------------------------------------------- | ----------------------------------------------------------------------- |
| 2017 | «Machines»                                                | Джереми Денджер (англ. Jeremy Danger), Трэвис Шинн (англ. Travis Shinn) |
| 2018 | «Break Through This Wall»                                 | н/д                                                                     |
| 2018 | «The Middle (Zedd, Maren Morris, Grey — Epic Rock Cover)» | н/д                                                                     |
| 2020 | «Kingdom»                                                 | н/д                                                                     |
| 2021 | «For the Glory»                                           | н/д                                                                     |
| 2021 | «The Comeback»                                            | Робин Аугуст (англ. Robyn August)                                       |